# Familia Bugarín
Los Bugarín son una familia de origen  gallego, documentada desde el siglo XVI con Gregorio Pérez de Bugarín y Moure, su progenitor, quien vivió y fue propietario de bienes en las localidades de Salvatierra de Miño y  Tuy, en la provincia de Pontevedra.En este periodo emparentaron con los  Sotomayor, los  Moure y los Fuentefría; estos últimos mercaderes y  armadores navales, cuya relación con los Bugarín fue consolidada a través del matrimonio de Gregorio Pérez de Bugarín “el viejo” con María Pérez de Fuentefría.
En el siglo XVIII la familia se expandió hacia el continente americano estableciéndose en países como México, Perú, Chile, Filipinas y posteriormente a los Estados Unidos, siendo causales de esta expansión cuatro descendientes principales: Liberata Antonia Gabiño y Hermida quien continuó la línea española en el  pazo de Telleiro, Álvaro Cosme de Bugarín y Figueroa progenitor de la línea mexicana y estadounidense, Lorenzo Manuel Gabiño y Sereno de la línea peruana, y José Antonio Gabiño y Hermida asociado con el establecimiento de la familia en Chile.

## Etimología
El apellido Bugarín, escrito Bugariña en diminutivo, podría significar "el alto de la tierra fronteriza”. La palabra se compone de los  morfemas buga (término o límite), ara (helecho, llano o tierra de labor) y ain/a o ahín (humedal, fuente, elevado o cima). Proviene del gallego antiguo, o idioma galaicoportugués, con una origen toponímico al referirse a la villa actual de  Santa Cristina de Bugarín.
Se atestigua la palabra por primera vez latinizada en un contrato datado de 1242 entre el  Monasterio de Santa María de Melón y Sancha Rodríguez y sus hijos donde éstos donan a dicho monasterio “cuatro casales sitos en la villa de Bugarín”.

## Heráldica
La heráldica atribuida a la familia Bugarín se documenta por primera vez durante el Renacimiento con Gregorio Pérez de Bugarín y Moure cuyo escudo de armas permaneció labrado en el pazo de telleiro hasta que este se convirtió en la sede de la Congregación de Misioneras de María Mediadora. Sus armas incorporan elementos atribuidos a las familias Pérez de Bugarín y los de su esposa, los Sotomayor, en el siguiente blasón:
Escudo de Bugarín y Pérez:

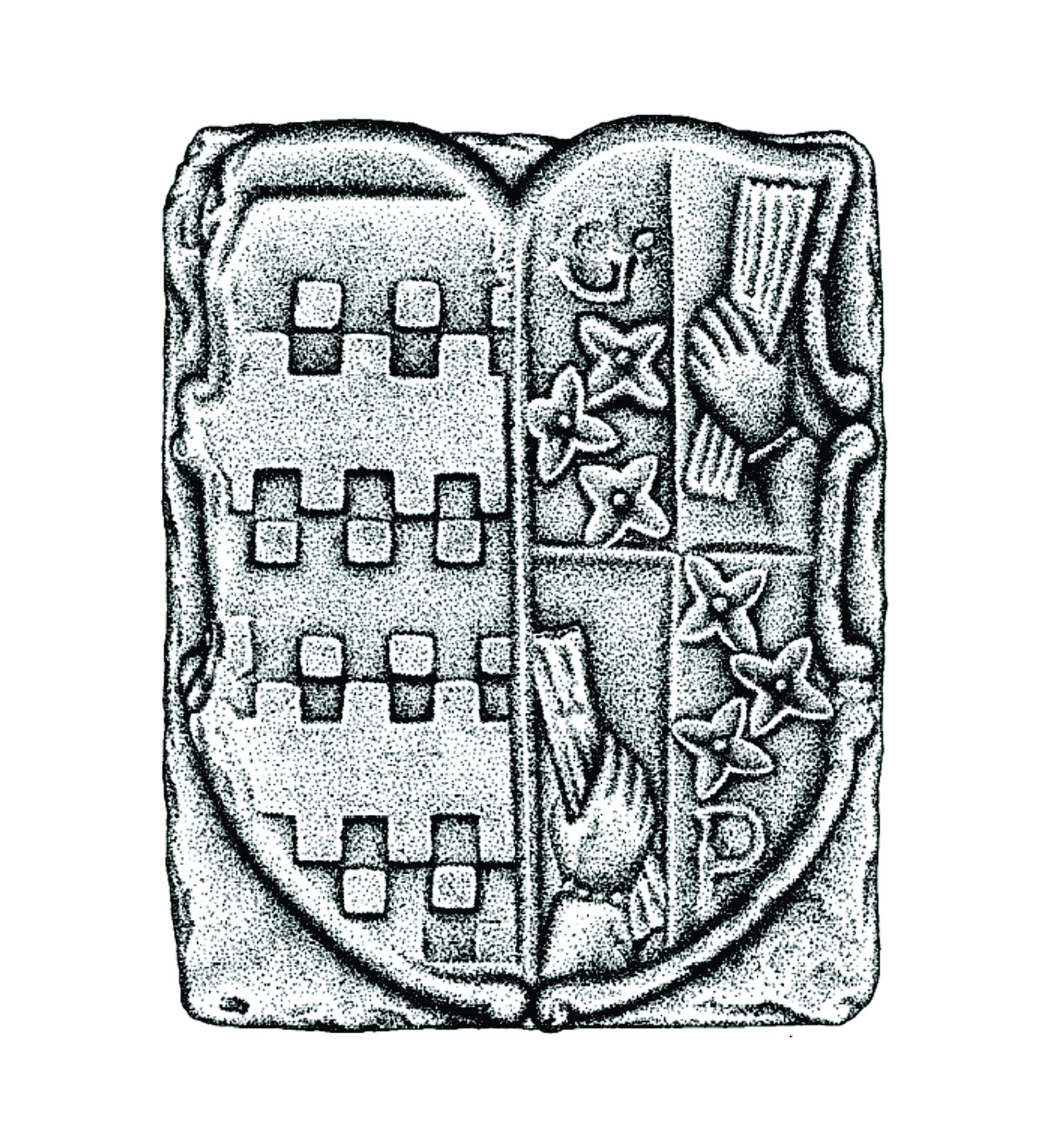
Armas de don Gregorio Pérez de Bugarín y Moure

- 1.º cuartel: De plata, tres cuadrifolias de sinople, sumadas en jefe de la letra “G” (atributo de los Pérez).
- 2.º cuartel: De azur, una mano (de carnación) moviente del flanco siniestro, sosteniendo un haz de palos (atributo de los Bugarín aún presente en el número 27 de la  Rúa Isabel II).
- 3.º cuartel: De azur, una mano (de carnación) moviente de la punta, sosteniendo un haz de palos.
- 4.º cuartel: De plata, tres cuadrifolias (de sinople), acompañadas en punta de la letra “P”.[24][25][26]

Escudo de Sotomayor:
- De plata, tres fajas jaqueladas (de gules y oro) de cuatro órdenes separadas, dos a dos, por un ceñidor (de sable). [27]

Tras el establecimiento del mayorazgo el 21 de abril de 1667 Juan Antonio Gabíño Bugarín en sus propias armas incorporó las de los Pérez de Bugarín junto a la de su esposa convirtiéndolas en las armas del  Señorío de Telleiro; aunque su uso se asocia principalmente con el linaje Gabiño al llevar sus sucesores dicho apellido.

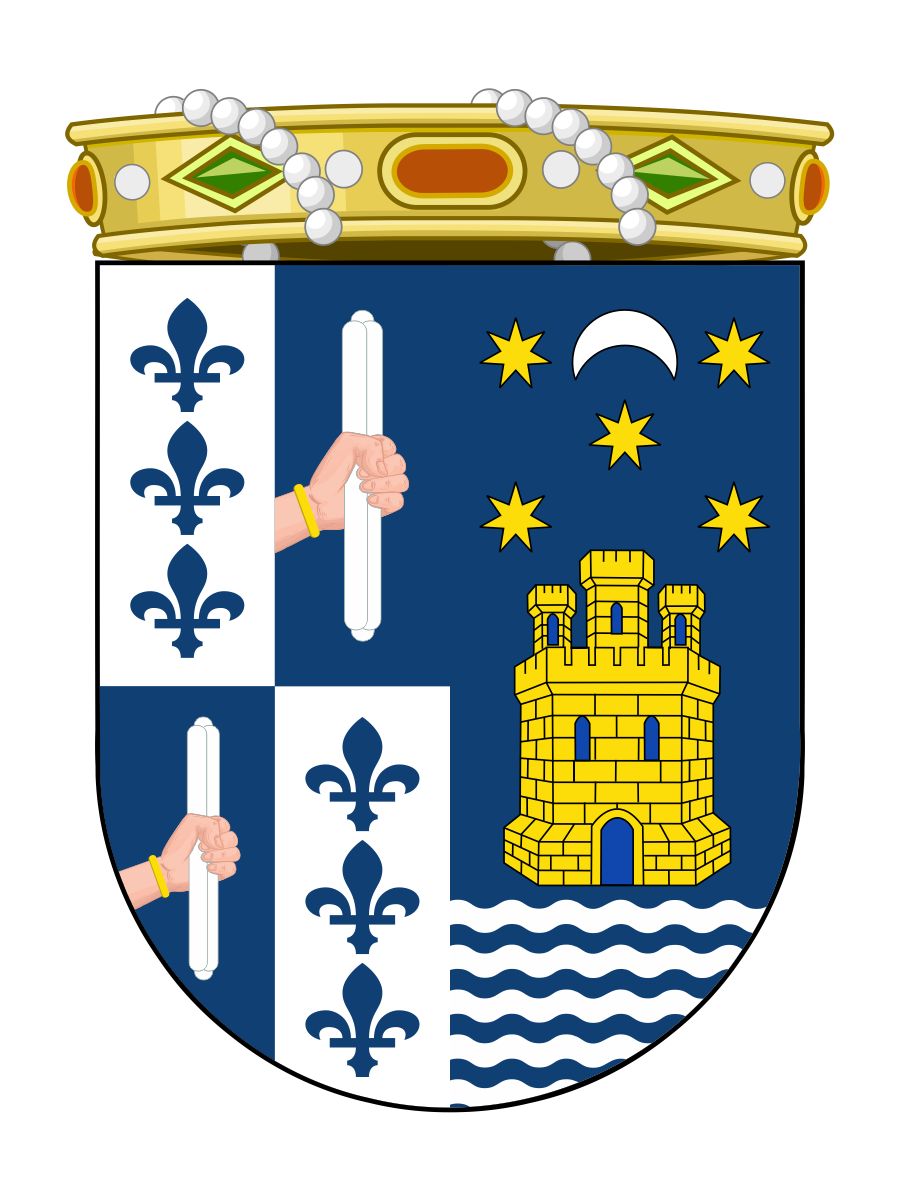
Armas de Juan Antonio Gabíño Bugarín

## Rama Española
Liberata Antonia Gabiño y Hermida, hija de Juan Antonio Gabiño de Bugarín, permaneció en Telleiro tras la migración de sus hermanos al continente americano,y como resultado, el señorío familiar quedó en manos de sus descendientes. 
Durante la vida del clérigo Juan Antonio Gabiño y Mena IV señor de Telleiro, medio hermano de Liberata y administrador del mayorazgo,los bienes de Borreiros fueron usufructuados por el.y tras el fallecimiento del clérigo, dichos bienes pasaron en su totalidad a los descendientes directos de Liberata y de su esposo, Manuel Antonio de Ocampo y Coronel, manteniéndose con ellos hasta la disolución del señorío en el siglo XX.

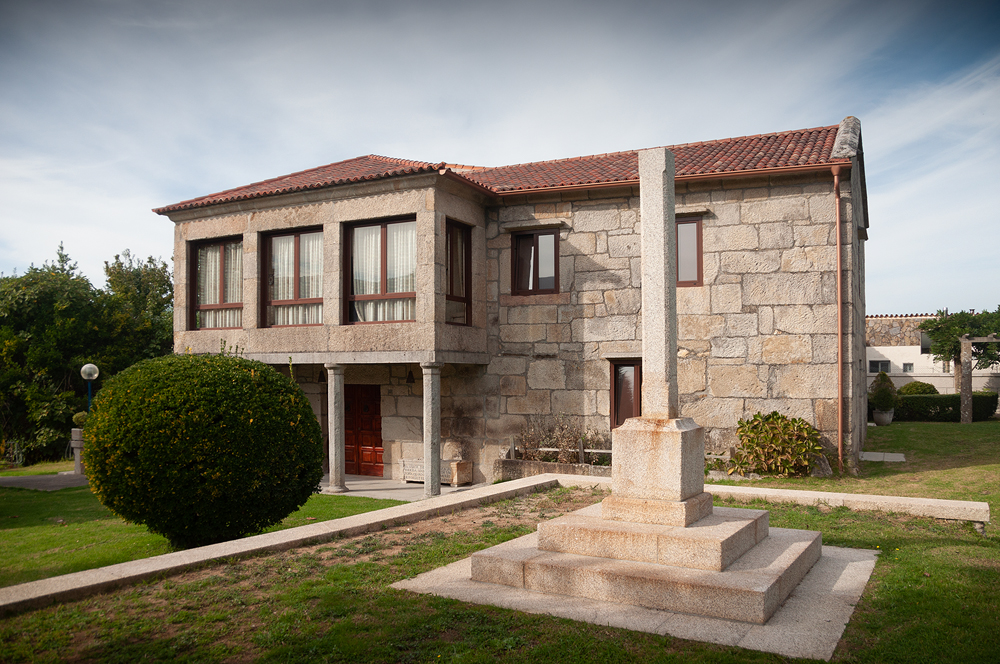
Pazo de Telleiro

## Rama Peruana
Juan Antonio Gabiño Bugarín residió alternativamente entre  Borreiros y  Bayona, y el 5 de abril de 1676 contrajo nupcias en Santiago de Compostela con Teresa de Mena Árias Vallecillo y Sereno, hija del hidalgo andaluz José de Mena Vallecillo y de Isabel Jerónima de Herrera y Ángulo residentes en la feligresía santiaguesa de  Santa María Salomé.
De este matrimonio surgen los Gabiño Mena, o Gabiño Sereno, quienes habrían de establecerse en Perú donde María Rosa de Salazar y Gabiño se convirtió en condesa del Condado de Monteblanco y del de Montemar.Fue descendiente de María Rosa,  Josefa Carrillo de Albornoz y Salazar participe del movimiento de independencia peruana.

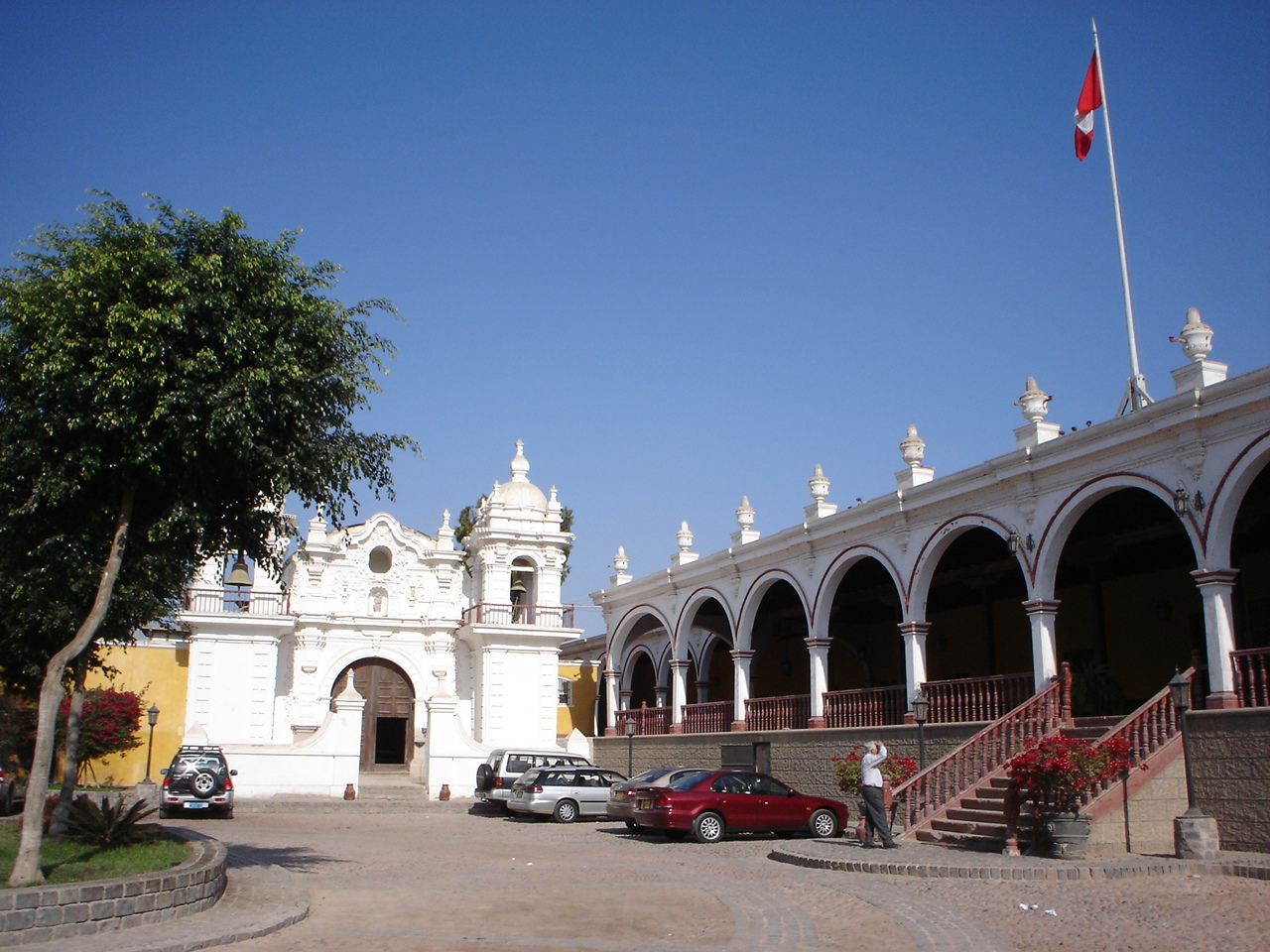
Hacienda San José, Chincha, Perú, sede del mayorazgo de Monteblanco

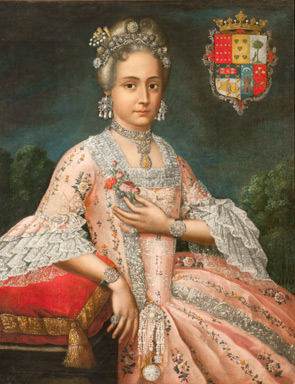
María Rosa de Salazar y Gaviño

## Rama Chilena
Juan Antonio Gabiño Bugarín en segundas nupcias con Apolonia de Hermida y Valverde, hija del hidalgo miñorano Manuel de Hermida y su mujer Magdalena de Valverde, descienden los Gabiño Hermida de Liberata que continuaron la sucesión en el pazo de Telleiro. Esta rama también se estableció en La Serena,cuando José Antonio Gabiño y Hermida mudó a Coquimbo, donde fue maestre de campo, y después se trasladó a La Serena donde sirvió como regidor. Ahí contrajo matrimonio el 8 de septiembre de 1742 con Petronila Rojas Argan, y es de ellos que la familia permanece en Chile.

## Rama Mexicana y Americana
El capitán de infantería Juan Pérez de Bugarín Rodríguez, hijo de Gregorio Pérez de Bugarín y Borreiros y de Gracia Rodríguez Troncosoprimeros señores de Telleiro, fue con su esposa María Álvarez Cordero padre del hidalgo Cosme Félix, siendo este primo de Liberata, y juez de la villa de Bayona donde residio hasta su muerte.
Su hijo Álvaro Cosme se estableció en el Reino de la Nueva Galicia donde su descendencia se arraigó especialmente en la región del Municipio de Atolinga Zacatecas,fundando la Hacienda de San Sebastián Nacasquilco.
Esta rama participó en la Guerra Cristera formando el grupo armado y federalizado de la Defensa Social de Atolinga.Durante este periodo se produjo una migración que llevó a sus miembros a establecerse en distintos estados de México como Nayarit, Sonora, Jalisco y Veracruz. Y en los Estados Unidos en California, Arizona, Florida, Oklahoma, Colorado, Illinois y Texas.

## Rama Filipina
Su presencia en las Filipinas data del siglo XVII. Destaca en esta región el presbítero dominico José Bugarín, coautor de un diccionario ibanag-español en el siglo XIX.